# ZsFK CSZKA Moszkva
A CSZKA Moszkva női labdarúgó-szakosztálya 2016-ban alakult. Az orosz Szuperliga résztvevője.

## Klubtörténet
A női szakág gyökereit 1990-ben Viktor Murasko, volt klubelnök alapozta meg, de a részleget mindössze három évig tudta finanszírozni az anyaegyesület és az 1993-as bajnoki idény után megszűnt.
2014-ben egy új kezdeményezés révén a másodosztályban indítottak csapatot, amely a hetedik helyen végzett. Egy esztendővel később megüresedett egy hely az első osztályban, azonban a CSZKA kérelmével szemben a Rosszijanka pályázatát fogadta el az Orosz labdarúgó-szövetség, a CSZKA pedig ismét feloszlott.
2016-ban egy újabb lehetőséget kiaknázva sikerrel regisztráltak az élvonalba és az ötödik helyen végeztek. A 2017-es idény végén a klub egyesült a Rosszijanka csapatával.

## Sikerlista
- Orosz bajnok (2): 2019, 2020
- Orosz kupagyőztes (1): 2017

### UEFA Bajnokok Ligája
| Szezon  | Bajnokság       | Forduló    | Eredmény | Csapat          |
| ------- | --------------- | ---------- | -------- | --------------- |
| 2020–21 | Bajnokok Ligája | 1. forduló | 2–0      | Flora Tallinn   |
| 2020–21 | Bajnokok Ligája | 2. forduló | 0–1      | St. Pölten      |
| 2021–22 | Bajnokok Ligája | Csoportkör | 4–1      | Swansea City    |
| 2021–22 | Bajnokok Ligája | Csoportkör | 1–2      | Apóllon Lemeszú |

## Játékoskeret
2021. augusztus 29-től
| #  |     | Poszt | Név                      |
| -- | --- | ----- | ------------------------ |
| 1  | RUS | K     | Elvira Todua             |
| 29 | RUS | K     | Anasztaszija Ananyeva    |
| 74 | RUS | K     | Elizaveta Scserbakova    |
| 5  | SRB | V     | Tijana Janković          |
| 6  | SRB | V     | Nevena Damjanović        |
| 15 | KAZ | V     | Julija Mjasznikova       |
| 27 | RUS | V     | Marija Alekszejeva       |
| 23 | RUS | V     | Olga Csernova            |
| 25 | RUS | V     | Julija Pleskova          |
| 31 | RUS | V     | Margarita Manujlova      |
| 93 | RUS | V     | Jekatyerina Bratko       |
| 4  | RUS | KP    | Anasztaszija Karandasova |
| 8  | RUS | KP    | Karina Blinszkaja        |
| 14 | RUS | KP    | Tatjana Petrova          |
| 17 | RUS | KP    | Darija Jakovleva         |

| #  |     | Poszt | Név                      |
| -- | --- | ----- | ------------------------ |
| 22 | RUS | KP    | Kszenija Kovalenko       |
| 63 | RUS | KP    | Valerija Beszpalikova    |
| 65 | RUS | KP    | Marina Kiszkonen         |
| 97 | RUS | KP    | Dajana Kismahova         |
| 26 | RUS | KP    | Veronika Jermakova       |
| 70 | RUS | KP    | Margarita Csernomirgyina |
| 88 | RUS | KP    | Anasztaszija Pozdejeva   |
| 7  | CMR | CS    | Gabrielle Onguéné        |
| 9  | USA | CS    | Shnia Gordon             |
| 10 | RUS | CS    | Nagyezsda Szmirnova ()   |
| 20 | RUS | CS    | Valerija Bizenkova       |
| 11 | UKR | CS    | Tatjana Kozirenko        |
| 18 | NGR | CS    | Francisca Ordega         |
| 21 | RUS | CS    | Ljubov Jascsenko         |
| 77 | RUS | CS    | Viktorija Skoda          |